# James Brokenshire
James Brokenshire, né le 8 janvier 1968 à Southend-on-Sea et mort le 7 octobre 2021 à Dartford, est un homme politique britannique membre du Parti conservateur.

## Biographie
Élu député depuis 2010 pour la circonscription d'Old Bexley et Sidcup dans le Kent, il est nommé secrétaire d'État pour l'Irlande du Nord par la première ministre Theresa May en 2016. Il démissionne pour raison de santé le 8 janvier 2018. Il a ensuite été secrétaire d'État aux Communautés et au Gouvernement local du 30 avril 2018 au 24 juillet 2019.
Il meurt d'un cancer du poumon le 7 octobre 2021 au Darent Valley Hospital.